# Diacypris paracompacta
Diacypris paracompacta is een mosselkreeftjessoort uit de familie van de Cyprididae. De wetenschappelijke naam van de soort is voor het eerst geldig gepubliceerd in 1978 door McKenzie.